# Stensdalen

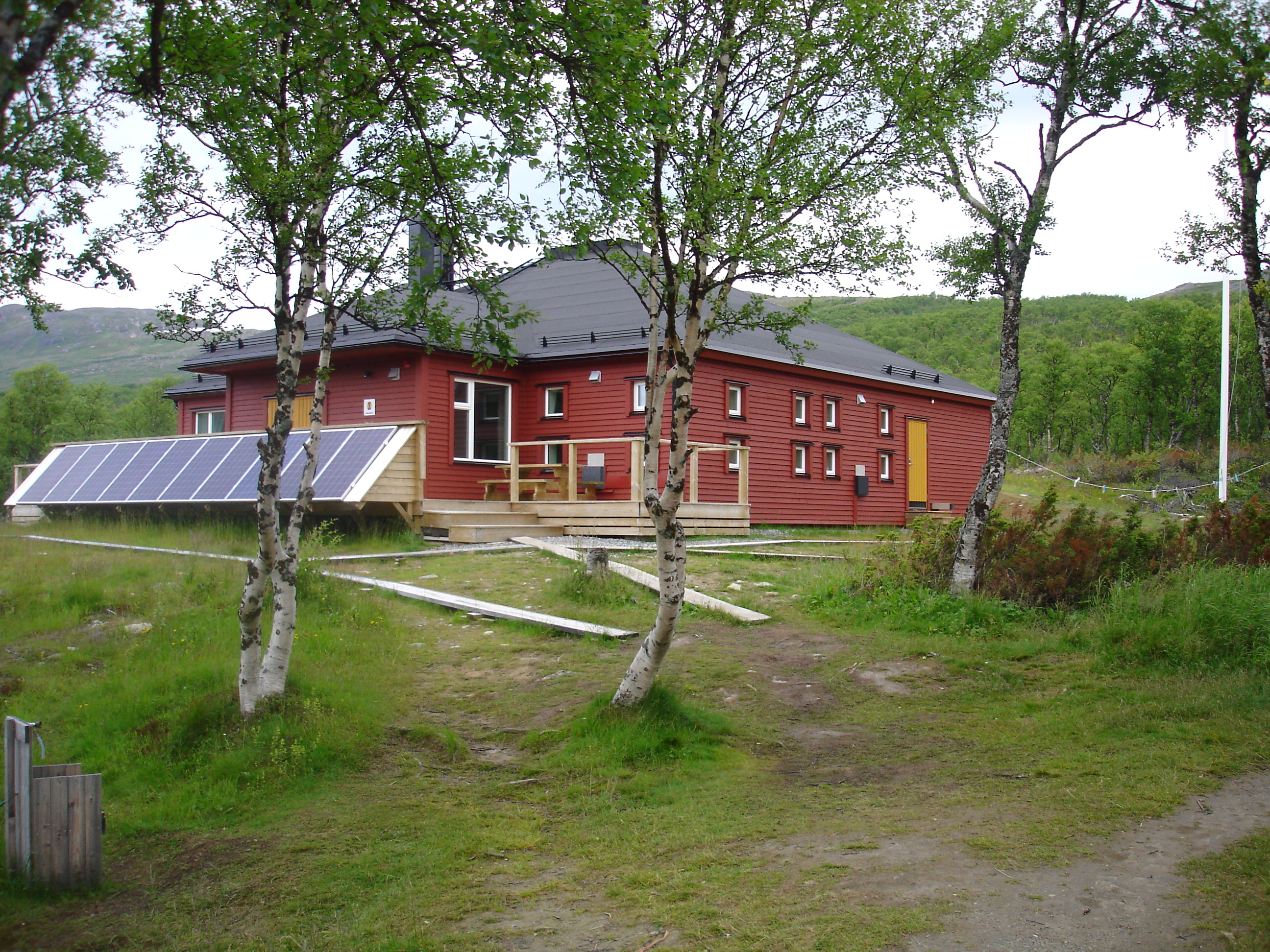
Nya Stensdalsstugan, 2015.

Stensdalen är en fjälldal  i Åre kommun belägen 13 kilometer från Vålådalen och 750 meter över havet. Stor-Stensdalen sträcker sig in i Bunnerfjällen och Lill-Stensdalen med leden mot Gåsen i sydväst. Bäcken i dalen är Stensån.
I dalen ligger Stensdalsstugan.